# Nelson (Nebraska)
Nelson é uma cidade localizada no estado americano de Nebraska, no Condado de Nuckolls.

## Demografia

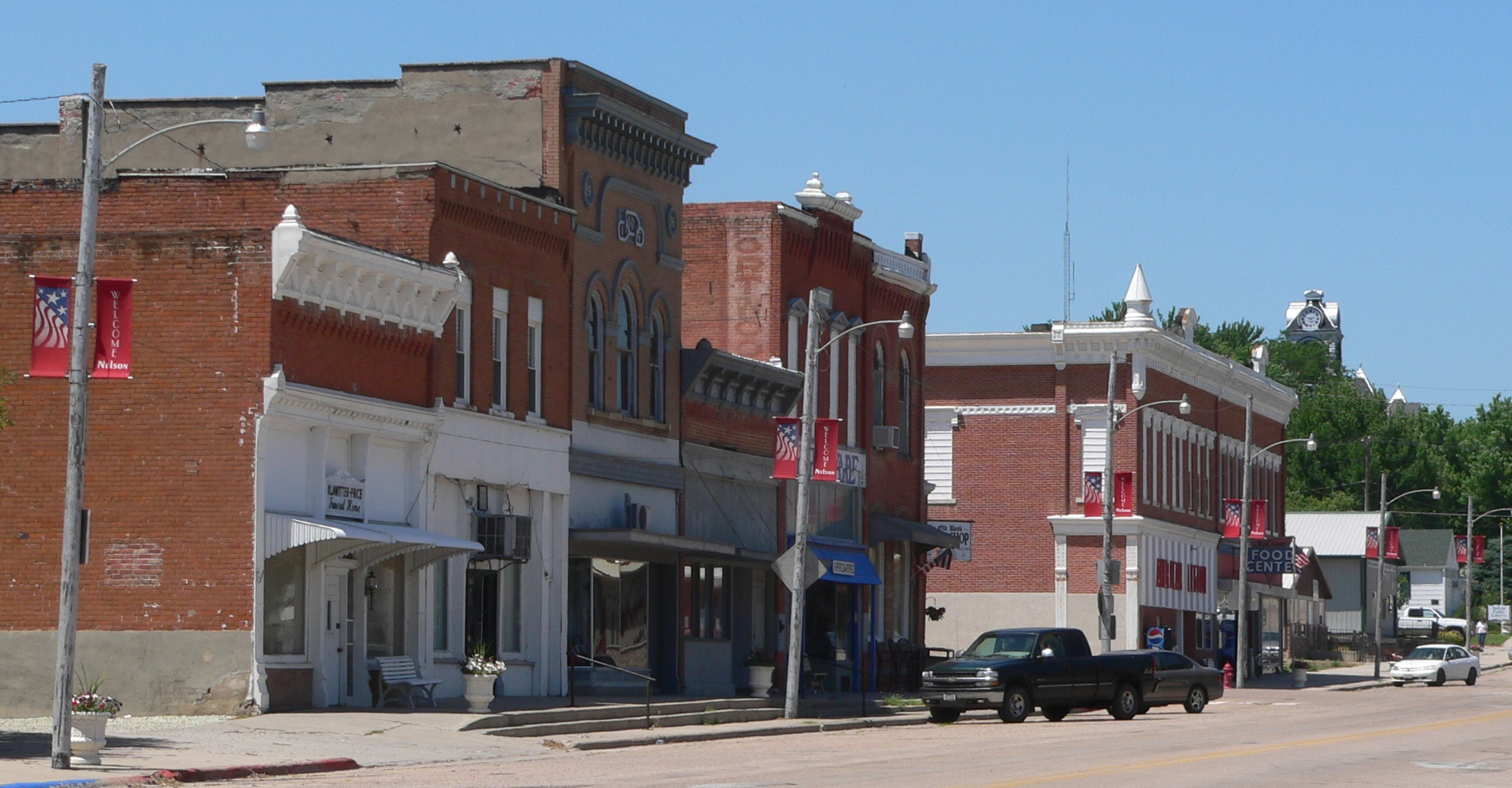
Rua do centro de Nelson

Segundo o censo americano de 2000, a sua população era de 587 habitantes.
Em 2006, foi estimada uma população de 529, um decréscimo de 58 (-9.9%).

## Geografia
De acordo com o United States Census Bureau, a localidade tem uma área de 2,1 km², sem área coberta por água. Nelson localiza-se a aproximadamente 518 m acima do nível do mar.

## Localidades na vizinhança
O diagrama seguinte representa as localidades num raio de 20 km ao redor de Nelson.